# Krasnyje Krylja Samara
Krasnyje Krylja Samara – rosyjski klub koszykarski z siedzibą w Samarze. Zespół powstał w 2009 roku w miejsce upadłego znanego niegdyś klubu CSK VVS Samara. Grę w rosyjskiej Superlidze klub zapewnił sobie wykupując tzw. Dziką kartę.